# Mesochorus brullei
Mesochorus brullei är en stekelart som beskrevs av Dasch 1974. Mesochorus brullei ingår i släktet Mesochorus och familjen brokparasitsteklar. Inga underarter finns listade i Catalogue of Life.